# Spinimegopis kawazoei
Spinimegopis kawazoei är en skalbaggsart. Spinimegopis kawazoei ingår i släktet Spinimegopis och familjen långhorningar.

## Underarter
Arten delas in i följande underarter:
- S. k. hachijoana
- S. k. kawazoei
- S. k. okinawana